# نجم‌آبی ایرانی
نجم‌آبی ایرانی (نام علمی: Scilla persica) یکی از گونه‌های سردهٔ نجم‌آبی است. ارتفاع گیاه ۴۰ سانتیمتر است. تعداد زیادی برگ راست و باریک دارد. گل‌های متعدد نسبتاً کوچک این گونه در یک خوشهٔ بلند قرار گرفته‌اند. در چمنزارهای مرطوب کردستان یافت می‌شود. فصل گلدهی اردیبهشت ماه است.